# María Esperanza Alhama Valera
Marie Josefa Alhama Valera, E.A.M., řeholním jménem Esperanza od Ježíše (30. září 1893 Santomera – 8. února 1983 Todi) byla španělská římskokatolická řeholnice, zakladatelka kongregací Služebnic milosrdné lásky a Synů milosrdné lásky. Katolická církev ji uctívá jako blahoslavenou.

## Život

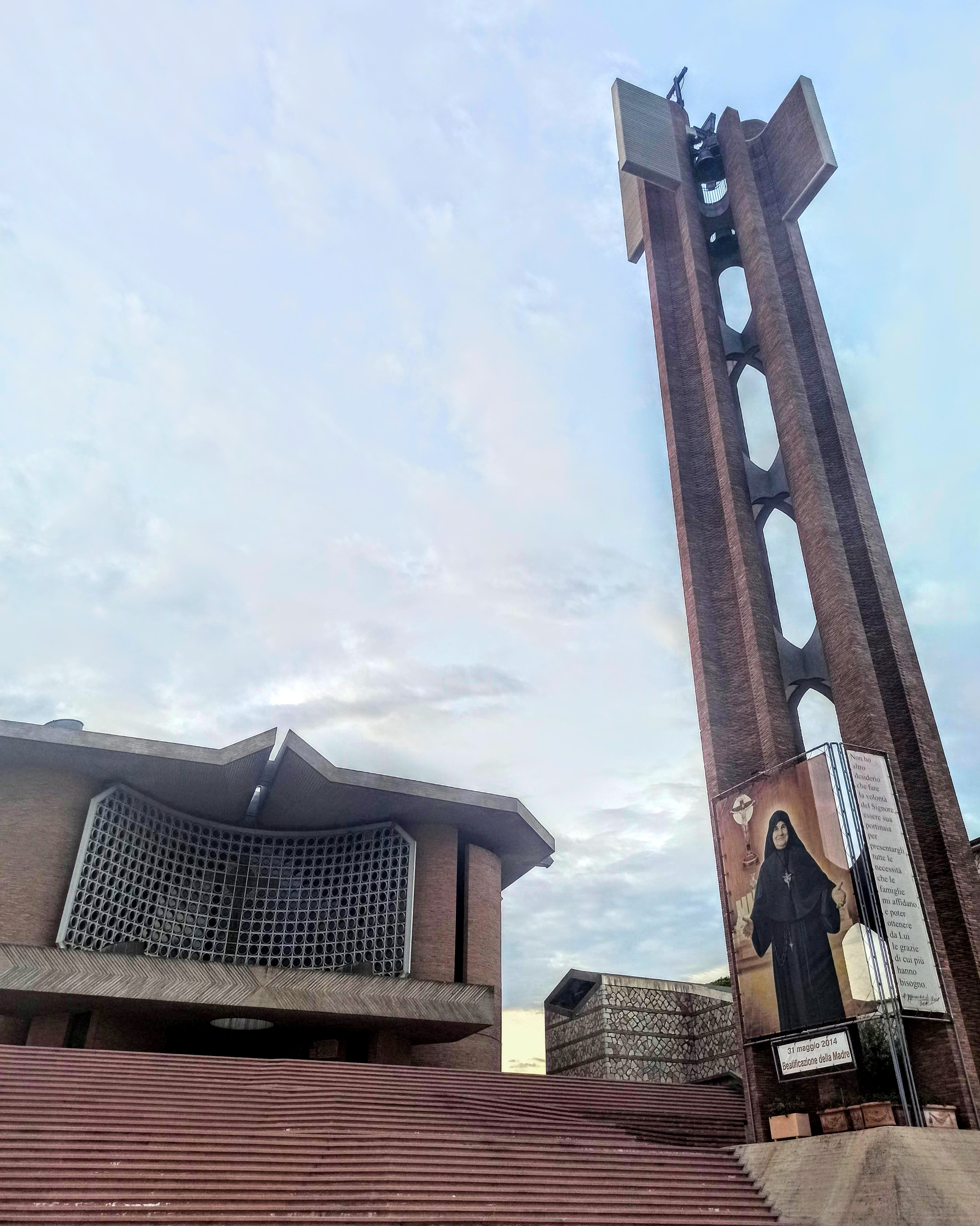
Svatyně milosrdné lásky v Collevalenze

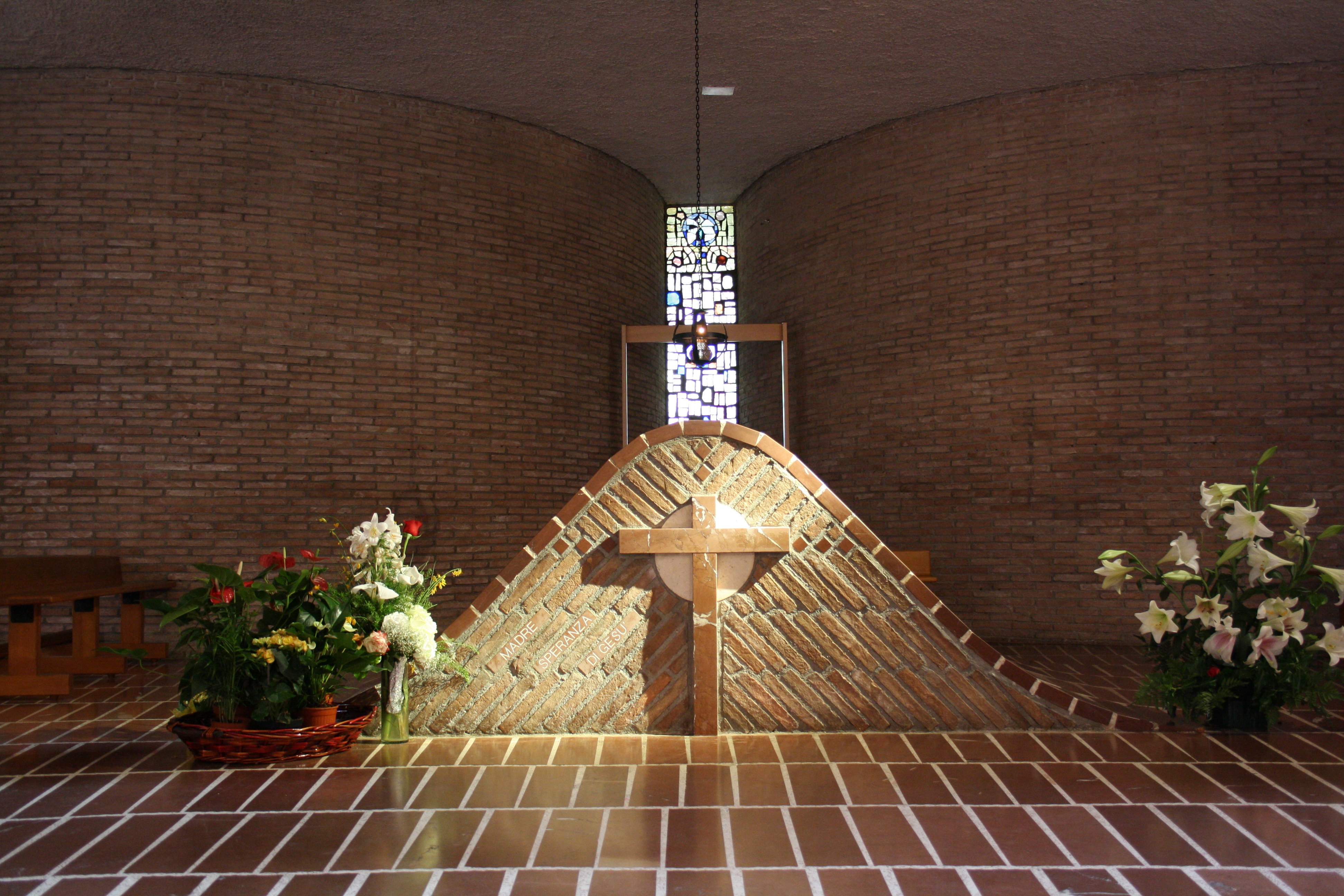
Její hrobka v kryptě Svatyně milosrdné lásky v Collevalenze

Narodila dne 30. září 1893 ve španělské obci Santomera do chudé rodiny, jako nejstarší z devíti dětí. Její otec pracoval jako dělník, matka byla v domácnosti. Vzdělání získala v dětství u místního faráře a již v té době se rozhodla stát řeholnicí. Své první svaté přijímání přijala ve dvanácti letech, avšak dle svých slov eucharistii poprvé tajně přijala již v osmi letech.
Ve svých 21 letech vstoupila ve španělském městě Villena do kongregace Misionářských dcer Kalvárie. Dne 24. prosince 1930 založila v Madridu novou ženskou řeholní kongregaci Služebnic milosrdné lásky a následně do ní také přestoupila. Dne 15. srpna 1951 založila také mužskou větev této kongregace s názvem Synové milosrdné lásky a následujícího 18. srpna se spolu s dalšími řeholnicemi své kongregace přestěhovala do vesnice Collevalenza (část města Todi) v Itálii.
Zde vybudovala při svém klášterním domě velký kostel s názvem Svatyně milosrdné lásky. Kostel byl slavnostně vysvěcen dne 31. října 1965 kardinálem Alfredem Ottavianim a byl zasvěcen Božímu milosrdenství k lidem. Byla také známá pro své nadpřirozené dary.
Dne 22. listopadu 1981 navštívil jí zbudovanou svatyni papež sv. Jan Pavel II., který se s ní také osobně setkal. O rok později také povýšil tuto svatyni na baziliku minor.
Zemřela v Collevalenze dne 8. února 1983. Pohřbena je v kryptě jí zbudované svatyně.

## Úcta
Její beatifikační proces započal dne 9. března 1988, čímž obdržela titul služebnice Boží. Dne 23. dubna 2002 ji papež sv. Jan Pavel II. podepsáním dekretu o jejích hrdinských ctnostech prohlásil za ctihodnou. Dne 5. července 2013 byl uznán zázrak na její přímluvu, potřebný pro její blahořečení.
Blahořečena pak byla dne 31. května 2014 ve Svatyni milosrdné lásky v Collevalenze u města Todi. Obřadu předsedal jménem papeže Františka kardinál Angelo Amato.
Její památka je připomínána 8. února. Bývá zobrazována v řeholním oděvu.